# Рипаникю
Рипаникю (Repinique) e музикален перкусионен инструмент от групата на мембранофонните инструменти. Има бразилски произход.
Рипаникюто представлява дълъг цилиндричен метален корпус, от двете страни на който са опънати кожи. Обръчите на кожите са съединени с общи винтове.
Изпълнителят свири на инструмента, като удря с дланта и пръстите на едната си ръка по кожата, а с другата ръка държи палка, подобна на палките за голям барабан, но с накрайник, изработен от пластмаса или кече.
Рипаникю се използва при самбата заедно с останалите инструменти от тази група — сурдо, пандейро, куика, маракаси, малки барабани и сигнални свирки.